# Horayot (Talmud)
Horayot (en hebreo: מסכת הוריות) (transliterado: Masechet Horayot) es un tratado de la Mishná y el Talmud del orden de Nezikín. Horayot trata sobre las instrucciones equivocadas, sean estas intencionales o no. El capítulo uno trata sobre la cuestión de las instrucciones que fueron dadas por un tribunal rabínico, y sobre las consecuencias de las instrucciones equivocadas del sumo sacerdote. El tratado concluye con una consideración del orden en que las personas deben ser salvadas. El orden aparente de importancia es abolido por la afirmación de que las personas socialmente ajenas pero eruditas, son preferibles a un sumo sacerdote no instruido. Este tratado es el último del orden de Nezikín, en los manuscritos y en las ediciones impresas del Talmud de Babilonia y el Talmud de Jerusalén. También hay una Tosefta y una Guemará sobre el tratado Horayot, en ambas versiones del Talmud.